# Akce nemluvně
Akce nemluvně (Bo bui gai wak) je hongkongský film Bennyho Chana z roku 2006. Vypráví o muži jménem Fong a jeho příteli Landlordovi, kterým se při loupeži dostane do péče malé dítě, o které se v patách se zločinci musejí postarat.

## Obsazení
| Jackie Chan   | Fong      |
| Michael Hui   | Landlord  |
| Louis Koo     | Octopus   |
| Charlene Choi | Bak Yin   |
| Biao Yuen     | Steve Mok |
| Teresa Carpy  | Landlady  |
| Terence Yin   | Max       |